# Suoni di marca

Suoni di Marca 2023

Suoni di Marca Festival nasce a Treviso nel 1990 con l’obiettivo di sensibilizzare la città alla musica in forma sperimentale ed alternativa, diventando uno dei più importanti ed apprezzati eventi del panorama musicale italiano.
Negli anni, il Festival si è concretizzato nella creazione di una micro-città musicale, una città nella città che permettesse a un qualsiasi potenziale pubblico di familiarizzare ed appassionarsi al mondo musicale semplicemente passeggiando, fosse anche non principalmente un fruitore di musica.
Punto di riferimento nelle serate estive per i tanti giovani che frequentano il Festival, ma anche per le famiglie e i turisti richiamati dalla passione per la musica, oggi Suoni di Marca è un appuntamento fisso, al quale è difficile mancare! 
Con svariati generi di musica, dal pop al rock, dagli artisti locali ai nomi internazionali, ogni anno il Festival offre uno spettacolo unico, momenti di svago e di riflessione sull’importanza della musica come forma d’arte e simbolo di contaminazione positiva a 360°. 

## Storia

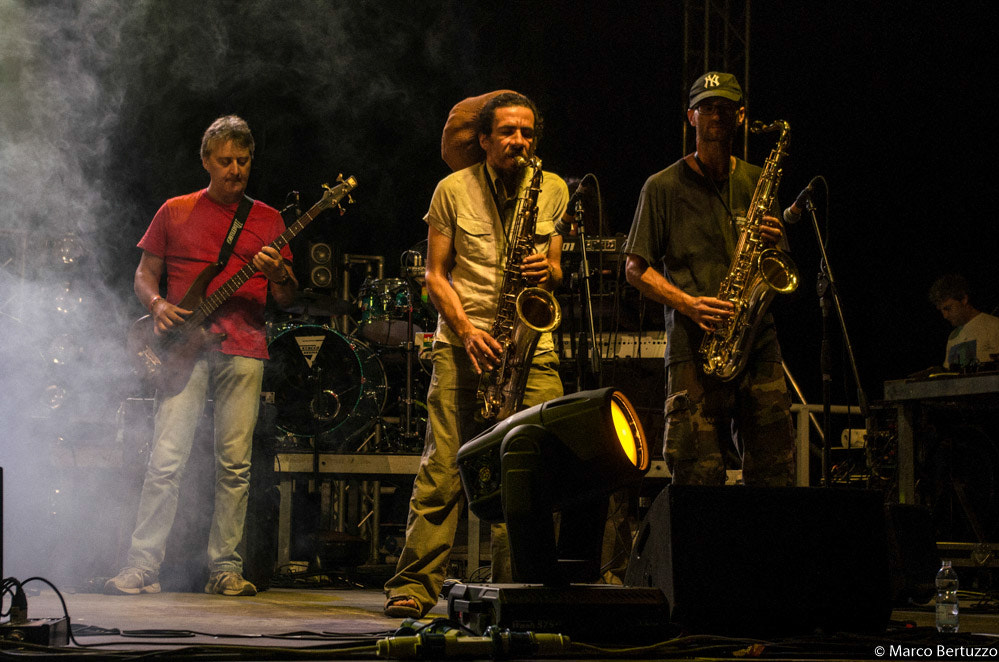
Roots Family At Suoni Di Marca Festival 2013.

Dal 1990 al 1997 Suoni di Marca ha vissuto frequenti cambi di location fino ad arrivare al 1998, anno in cui ritrova nelle Mura di Treviso il suo luogo ideale, affermandosi come simbolo di un’aggregazione territoriale forte ed affidabile, che fino a quel momento non esisteva in città.
Inizialmente conosciuto con identità differenti (come “Randevù” a Prato della Fiera e “Ritmo in Villa” a Villa Manfrin e Villa Margherita), di anno in anno il Festival è cresciuto ed ha assunto un ruolo sempre più importante nell’estate trevigiana. Da “Mura di notte” sui Bastioni delle Mura nel 1998 è diventato, nel 2001, “Suoni di Marca”: un titolo definitivo, come la sua location che, dal 2005, è la passeggiata delle Mura tra Porta SS. Quaranta e Varco Caccianiga.
Nei suoi primi anni di vita, l’offerta musicale del festival si è concentrata soprattutto su artisti appartenenti alla Marca Trevigiana, concependo l’evento come punto di ritrovo culturale locale.
Oggi il Festival offre, sera dopo sera, un tema musicale diverso, generi musicali che si alternano per andare incontro a differenti range di età ed educazione musicale, con nomi noti sia a livello locale che nazionale ed internazionale, serate culturali di spicco e serate popolari, per rispondere ai gusti di un pubblico più competente e, allo stesso tempo, instillare curiosità verso la musica in quello meno consapevole.
Oltre alla musica, Suoni di Marca Festival dà spazio da sempre all’arte e all’artigianato locali e alle culture giovanili, ed è sempre stato caratterizzato dall'attenzione verso il territorio sia per la valorizzazione di artisti locali che per il coinvolgimento di aziende e servizi operanti nella provincia di Treviso e in tutto il Veneto.
Molto attento, inoltre, al tema della sostenibilità, Suoni di Marca Festival è in grado di riciclare il 95% dei rifiuti prodotti con stoviglie biodegradabili, attenzione alla raccolta differenziata, isole ecologiche (13 EcoPunti) e squadre dedicate che ogni edizione permettono di essere un festival 'green' (circa 200 volontari).
Nel 2023 Suoni di Marca giunge alla sua trentatresima edizione.

## Principali artisti che hanno partecipato
| Anno | Principali Artisti |
| 2025 | I Patagarri, Enzo Avitabile, Emma Nolde, Joan Thiele, Le Vibrazioni, Estra, Tre Allegri Ragazzi Morti, Ribaltavapori, Acqua Distillata, Folkstone, Sir Oliver Skardy, Raf, Lamante, Pupo, Los Matadores, Wardogs, Mirkoeilcane, Lista |
| 2024 | Santi Francesi, Gio Evan, Tony Esposito, Teresa De Sio, Valerio Lundini, Tolo Marton, Willie Peyote, La Crus, Paolo Benvegnù, Casino Royale, Donatella Rettore, Eugenio in Via di Gioia, Gazebo |
| 2023 | Calibro 35, Le Orme, Marlene Kuntz, Rockets, Gianluca Grignani, Alfa, Francesca Michielin, Paolo Belli e Big Band, Tullio de Piscopo, 24 grana, Skiantos, Tony Hadley, Glitter Disco, No Braino, Tdj Fernando Serrano e Transonica Tango Orchestra (Tango y cielo), Jalisse, Dirotta su Cuba, Leeory Thornhill, Tommaso Mantelli |
| 2022 | Savana Funk, Batisto Coco, Sud Sound System, La Rappresentante di Lista, Carmen Consoli, Motta, Kid Creole & The Coconuts, Tango Y Cielo, Inoki, Lele Croce, King Size, Zagreb e Gianluca Mosole & New Band, The Zen Circus, Michele Bravi, ‘80 Festival – Jo Squillo e Sandy Marton, Grupo Compay Segundo, Bandabardò & Cisco, Sir Oliver Skardy, Bengala Fire |
| 2021 | Sir Oliver Skardy, Punkreas, Omar Pedrini, Fast Animals and Slow Kids, Rumatera, Max Gazzè, Raphael Gualazzi con Simona Molinari, Lo Stato Sociale, Fulminacci, Radiofiera e Tolo Marton, Ministri,The bastard sons of Dioniso. |
| 2020 | Daniele Silvestri, Francesca Michielin, Gio Evan, Extra |
| 2019 | The Original Wailers, I Ministri, Alberto Fortis, Alan Sorrenti, Ex-Otago, The Original Blues Brothers Band, Luca Barbarossa, Frankie HI-NRG, Nada, Eugenio Bennato, Tre Allegri Ragazzi Morti, Village People, Max Gazzè, Anna Calvi, Omar Pedrini, Matt Bianco, Eugenio Finardi, Bandabardò |
| 2018 | Terence Trent D’Arby, Diodato, Tj Carlo Carcano, The Cliff, Almamegretta, Francesco Di Bella, Calibro 35, Eugenio in Via di Gioia, Canned Heat, White Falcon, Gianluca Grignani, Caterina Cropelli, Orchestra Classica Rossini Filarmonia Veneta, Tolo Marton & Radiofiera, Superportua, Cheryl Porter & Orchestra Jazz del Veneto, Punkreas, The Bastard Sons of Dioniso, Marina Rei & Paolo Benvegnù, Sergio Caputo / Carlo Colombo Quintet, Morcheeba Band, Nina Zilli, Cristina Russo & Neo Soul Combo, Grupo Compay Segundo, Gianluca Mosole, Willie Peyote, Rick Wakeman, Tony Pagliuca, Red Canzian, King Size, Ska-J, Shandon. |
| 2017 | Raphael Gualazzi, Artù, The Strumbellas, Cristina Donà, Dente, Rosita Kèss, The Zen Circus, Nicespare, Alex Britti, La Rua, Alpha Blondy, The Atom Tanks, Fabrizio Bosso Spiritual Trio Featuring Walter Ricci, Gnu Quartet, Franco Battiato, Lamberto Curtoni, Eva Pevarello, Giorgio Barbarotta, Antonio Grosso Kilombo Quartet, Teresa De Sio, James Senese, The Stars From The Commitments, Charlie And The Superbad News, Irene Grandi, Caterina Cropelli, Giò Sada, Lacuna Coil, Black Motel Six, Zagreb, Bandabardò, Francesco Gabbani, Daddy G. From Massive Attack, Coez, Gipsy King’s Legend Family, Boney M. |
| 2016 | Ian Anderson “The Best of Jethro Tull”, Gianluca Mosole & Overmiles, Avenida Sud Sestetto, TDj Damian Boggio, Suzanne Vega, Kim Bingham, Irene Ghiotto, Mau Mau, Bugo, Candirù, Sergio Sgrilli e Paolo Migone, Do’ Storieski, Carmen Consoli, Will and the People, Il Mito New Trolls, Le Orme, Fabio Concato, Lele Croce, Doctor Krapula, Nuove Tribù zulù, El Cuento de La Chica Y La Tequila, Monaci del Surf, Iacampo, Fabrizio Moro, Zibba, Chiara dello Iacovo, Carfax, Renato Pozzetto, Aldo Betto, Daniele Silvestri, Anansi, Antonella Ruggiero, Maurizio Camardi, P-Funking Band, Lara Monteiro Quartet, Mellow Mood, Roots Family, Groov a Nation, Demonologi HiFi (Max Casacci + Ninja from Subsonica), Alessio Bertallot, Thomas Rotunno, Andy J, Afterhours, Airways, Down to Ground, Sir Oliver Skardy, Nobraino, The Skaworkers                                                                                   |
| 2015 | Roy Paci In Concerto, Monaci Del Surf, Attika, Tango Spleen Orquesta, Tdj Dango, Tullio De Piscopo, Jason Ricci, Maria Gadu’, Cecilia, Erica Boschiero, La Banda Osiris, Cafe’ Touba, Roberto Vecchioni, Gerardo Pozzi, Bandabardò, Lennon Kelly, Tre Allegri Ragazzi Morti & Abbey Town Jazz Orchestra, The Bastard Sons Of Dioniso, Le Basour, Africa Unite, Sir Oliver Skardy & I Fatti Quotidiani, Fool Brand, Dj West & Mr Dj, Summer Country Festival, Levante, Kutso, Attika, Rossana Casale Con Maurizio Camardi World Ensemble Feat. Ernesticco, Orchestra Jazz Del Veneto, Tolo Marton Trio With Special Guest Gerry Mcavoy, Blues Society, Max Gazzè, Ottodix, Planet Funk Dj Set, Dj Giuliano Veronese, Dj Paolo Cecchetto, Marta Sui Tubi, Non Voglio Che Clara, The Rumpled Folk Band, Ekrem Mamutovic Orkestar, Eusebio Martinelli, Estra, Espana Circo Este, Radio Maria, Kollettivo Stesi.                       |
| 2014 | U Rock feat. Alan Parsons Project, Kim Bingham, Orchestra TangoTinto, TJ Dango, Calibro 35, Radiofiera, The Zen Circus, Quasar, El Deyma, No Mtv Awards Usa!, Gene Gnocchi, Orchestra Sinfonica del Veneto con Stefano Mazzoleni (direttore) e Francesco Grollo (tenore), Gli Injazzati Neri, Edoardo Bennato, RG Band, Perturbazione, Riccardo Sinigallia, Paola Turci special guest Marina Rei, Erica Boschiero, Silverado Country Band, DJ West & DJ Howdy, Summer Country Festival, Orchestra Piazza Vittorio, OUM, Orchestra Jazz del Veneto ft. Paolo Fresu, Apocalypse Trio di Vincenzo Deluci, GNU Quartet, Cheryl Porter Quartet, Charlie & The Superbad News special guest Sir Waldo Weathers, Eugenio Finardi, Giorgio Barbarotta, Camillorè, Lennon Kelly, Daushasha, Motel Connection & Dj Bertolini, Moony dj set, Davide Vettori, Omar Pedrini, Vino del Mar, Frankie Hi-nrg, Punkreas, Anansi, España Circo Este. |
| 2013 | Paolo Belli and the Big Band, King Size, Orchestra diretta da Daniel Pacitti, The Bastard Sons of Dioniso, Il Cile, The Miss, Quarto Profilo, Danny D. Band, Tolo Marton Band, PFM Premiata Forneria Marconi, Blastema, Carlo Colombo & la Portobuffolé Swing Orchestra, Orchestra Swing Out Brothers, Niccolò Fabi, Francesco Baccini, FVG Mittel Europa Orchestra con il Concerto di Tchaikovsky, Silverado New Country Band, Dj West, Simply Beat, D'Istinti Beat, Ribrezzo, Alberto Camerini, Ottodix, Baustelle, Meg, Cristina Donà, KIAVE, HYST, RAFE', Baby K, DJ Checco Torre, Wora Wora Washington, Boosta from Subsonica dj set, Batuque Branko, Batisto Coco, Radio Zastava, Crifiu, The SkaWorkers, Roots Family, Ska-J. |
| 2012 | Morgan Dj Set Chiara Canzian. Ricky Bizzarro, Tango Immortal, Dango Tdj, Los Massadores, Lele Croce, King Size, Kupienda, Radiofiera, Mosole – Silenzi, White Falcon Unplugged, Concerto sinfonico, Gianni Ephrikian e Massimo Scattolin, Le Strisce, Airway, Club Dogo, Mistman, dj Shocca. Nex Cassel, dj Zonta, Modena City Ramblers, Sweet River, Dj West, Oversize, L’Altra Generazione, White Room, Angeli azzurri, Capsicum Red, Rockola, White Wild Worms, Batisto Coco, Fausto Beccalossi more than Jazz, Aaron Tesser & The New Jazz Affair, Marco Ponchiroli trio, Fausto Beccalossi, Adovabadan Dixieland Band, Karysha and the Brooklyn bombshell, Dj Spiller, Batuque Branko, Jashgawronsky Brothers, Cabaret di Zelig, Sir Oliver Skardy, Anansi. |
| 2011 | Roy Paci, Marco Ponchiroli Quartet & Luma, Piergiorgio Caverzan 4tet, Caminito Industrial Tango, Filippo Graziani, Giorgio Barbarotta, King Size, Radiofiera, Quasar, Decimo Pianeta, Dolce Vitae, Leida, Buena Vista Social Club, Grupo Compay Segundo, Carretera Central, Gianluca Mosole, Desert Band, Diva, Ratatouille, Los Massadores, Gue Pequeno (From Club Dogo), Bassi Maestro, Dj Shocca, Ghemon, Nex Cassel, Dietro Le Linee, Musical – Casablanca. |
| 2010 | Gianluca Mosole, Serata Flamenca, gruppi emergenti della Marca Trevigiana, Oversize, King Size, Giorgio Barbarotta, Grupo Compay Segundo – Buena Vista Social Club, MP & The Black Weather, Notte Blues. |